# 何珈好
何珈好（2月1日—），中國女演員。1996年畢業於上海戲劇學院，2002年步入演艺圈出演《血证》、《蛇年警官》。2009年4月25日与男演員保劍鋒在上海举办婚礼。

## 演出作品

### 電影
- 《血証》　　　飾演角色:蘇紅。
- 《绿帽子（英语：Green Hat）》　　飾演角色:花兒。
- 《大俠阿吉》　飾演角色:小芳。

### 電視劇
- 《蛇年警小官》　　　飾演角色:楊娜。
- 《太陽滴血》　　　　飾演角色:郭春。
- 《小康之家》　　　　飾演角色:葉小倩。
- 《神府红軍游擊隊》　飾演角色:茹子。
- 《綠水英雌》　　　　飾演角色:大姑姐。
- 《商賈將軍》　　　　飾演角色:阿依和杜小妹。[3]
- 《小城往事》　　　　飾演角色:翠姑。
- 《對　攻》　　　　　飾演角色:中村裕子。